# Поткарпатска Русија (1919—1938)
Поткарпатска Русија (рсн. Підкарпатьска Русь, чеш. и слч. Podkarpatská Rus), односно Поткарпатска Русинија, била је аутономна област у саставу Прве чехословачке републике. Постојала је од 1919. до 1938. године, а обухватала је најисточније делове државног подручја, у подножју Источних Карпата. Највећи део становништва чинили су Русини, који су у западним деловима области били помешани са Словацима, док су у јужним (пограничним) крајевима били измешани са Мађарима. Становништво области је највећим делом било гркокатоличке вероисповести, а мањим делом је припадало осталим хришћанским заједницама (протестантизам и православље). Најзначајнији административни, привредни и културни центри у области били су градови Ужгород, Мукачево и Хуст.

## Историја
Све до Првог светског рата (1914—1918), матичне русинске области су се налазиле под влашћу Аустроугарске монархије. Током ратних година, међу русинским политичким првацима се појавио покрет за стварање самоуправне или независне русинске политичке јединице.
Током јесени 1918. године, међу Русинима у Сједињеним Америчким Државама преовладало је уверење да решење за политички положај матичних русинских области ("Угро-Русинија") не би требало тражити у оквиру дотадашње Угарске (или неке будуће Мађарске), већ у оквиру будуће Чехословачке. Стога је дошло до преговора између русинских представника на челу са Григоријем Жатковичем и чехословачких представника, које је предводио Томаш Масарик. Преговори су резултирали међусобним договором, који је озваничен 26. октобра 1918. године, потписивањем "Филаделфијског споразума".
У међувремену, Русини из североисточних крајева дотадашње Угарске су након распада Аустроугарске успели да се у децембру 1918. године изборе за добијање обласне аутономије, у оквиру новопроглашене Мађарске Народне Републике. Аутономна област је носила назив "Русинска Крајина", а обухватала је неколико жупанија.
То решење није одговарало потписницима "Филаделфијског споразума" који су били против опстанка мађарског суверенитета над русинским областима. Средином 1919. године, у време интервенције савезничких сила против новостворене Мађарске Совјетске Републике, чехословачке трупе су запоселе аутономну Русинску Крајину, чиме је створено ново фактичко стање. Према одредбама мировног споразума који је склопљен у Сен Жермену (10. септембар 1919. године), русинске области су и званично укључене у састав Чехословачке. Државне власти у Паргу су се том приликом обавезале да ће Русинима обезбедити пуну националну равноправност, уз признање обласне аутономије. Тако је уместо аутономне Русинске Крајине створена аутономна Поткарпатска Русија (Русинија), за чијег је првог гувернера постављен Григориј Жаткович.
Потписивањем Тријанонског мировног споразума (1920), Мађарска је званично признала новонастало стање, али се у политичкој пракси није стварно одрекла својих политичких претензија на словачке и русинске области које су се налазиле у оквиру граница Чехословачке.
У оквиру државног поретка Чехословачке, који је дефинисан доношењем статута (1919) и првог државног устава (1920), русинске области на крајњем истоку државе су биле званично признате под називом "Поткарпатска Русија" (рсн. Підкарпатьска Русь). Иако чехословачке државне власти нису оспоравале аутономни статус области, стварни степен аутономије је био испод очекивања русинских политичких првака. Виши степен административне аутономије остварен је тек 1928. године, а пуна политичка аутономија је призната посебним уставним законом из 1938. године.
Недуго након Минхенског споразума у септембру 1938. године, којим је Чехословачка била приморана да Нацистичкој Немачкој препусти Судетску област, уследили су нови притисци, који су већ у новембру исте године довели до Прве бечке арбитраже и уступања појединих пограничних области суседној Мађарској. Поткарпатска Русија је тада изгубила део територије, укључујући и градове Ужгород и Мукачево, услед чега је седиште обласне управе је пресељено у Хуст.
Током целокупног међуратног периода, из тадашње совјетске Украјине је вођена кампања против русинског националног идентитета и обласног назива "Поткарпатска Русија (Русинија)". Украјинске власти су претендовале не само на Галицију (која је у то време била под пољском влашћу), већ и на русинске области са унутрашње стране Карпата (у саставу Чехословачке). Украјински бољшевици нису признавали националну самобитност русинског народа, већ су Русине сматрали "Западним Украјинцима". Када је Чехословачка влада одлучила да Поткарпатској Русији додели виши степен аутономије (1938), локални заговорници про-украјинске политике су без сагласности централних државних власти у Прагу почели да промовишу обласни назив "Карпатска Украјина", који су крајем 1938. године самостално прогласили за нови обласни назив. Њихов каснији покушај проглашења независности завршио се потпуним колапсом и окупацијом читаве области од стране Мађарске у марту 1939. године.